# Euphorbia ruizlealii
Euphorbia ruizlealii är en törelväxtart som beskrevs av Rosa Subils. Euphorbia ruizlealii ingår i släktet törlar, och familjen törelväxter. Inga underarter finns listade i Catalogue of Life.